# Ceutorhynchus pyrrhorhynchus
Ceutorhynchus pyrrhorhynchus är en skalbaggsart som först beskrevs av Thomas Marsham 1802.  Ceutorhynchus pyrrhorhynchus ingår i släktet Ceutorhynchus, och familjen vivlar. Arten är reproducerande i Sverige.